# روجر فايل
روجر فايل (بالإنجليزية: Roger Vale)‏ هو سياسي أسترالي، ولد في 28 يونيو 1942، وتوفي في 10 أبريل 2001. انتخب عضو الجمعية التشريعية للإقليم الشمالي ‏.